# خایمه پورتیو
خایمه پورتیو (اسپانیایی: Jaime Portillo‎؛ زادهٔ ۱۸ سپتامبر ۱۹۴۷) بازیکن فوتبال اهل السالوادور بود.
از باشگاه‌هایی که در آن بازی کرده‌است می‌توان به باشگاه فوتبال آلیانسا اشاره کرد.
وی همچنین در تیم ملی فوتبال السالوادور بازی کرده‌است.